# Manuela Wondratschek
Manuela Wondratschek (* um 1953), auch Manu Wondratschek, Manû Wondratschek, Manou Wondratschek und Manu ist eine deutsche Künstlerin und ehemalige Schauspielerin.

## Leben
Sie arbeitete als Fotomodell in München und erhielt 1974 ohne Schauspielunterricht von Adrian Hoven die titelgebende Rolle des unbekümmerten Mädchens Pusteblume. Der Film, in dem sie an der  Seite von Rutger Hauer zu sehen war, lief auch unter dem Titel Der wilde Blonde mit der heißen Maschine. Weitere Angebote lehnte sie ab und spielte stattdessen in dem Fernsehfilm Kinder der Nacht.
1996 schuf sie am Theater Heidelberg das Bühnenbild und die Kostüme für das Stück Die Zofen. Danach schrieb sie das Theaterstück Anima Bandit, welches Cornelius Gohlke in Stuttgart inszenierte. Wondratschek lebt in München als Malerin und Fotografin.

## Filmografie
- 1972: Lehrmädchen-Report
- 1974: Pusteblume
- 1975: Amore mio spogliati... che poi ti spiego!
- 1978: Das Teufelscamp der verlorenen Frauen